# Distrikt Chongos Alto
Der Distrikt Chongos Alto liegt in der Provinz Huancayo in der Region Junín in Zentral-Peru. Der Distrikt wurde am 11. November 1907 gegründet. Er besitzt eine Fläche von 702 km². Beim Zensus 2017 wurden 1549 Einwohner gezählt. Im Jahr 1993 lag die Einwohnerzahl bei 2274, im Jahr 2007 bei 1686. Sitz der Distriktverwaltung ist die 3544 m hoch gelegene Ortschaft Chongos Alto mit 699 Einwohnern (Stand 2017). Chongos Alto befindet sich 28 km südsüdwestlich der Provinz- und Regionshauptstadt Huancayo.

## Geographische Lage
Der Distrikt Chongos Alto befindet sich im Andenhochland und erstreckt sich über den Südwesten der Provinz Huancayo. Die Längsausdehnung in SW-NO-Richtung beträgt 49 km, die maximale Breite liegt bei 26 km. Im Westen reicht das Areal bis zur kontinentalen Wasserscheide. Der Río Canipaco, ein linker Nebenfluss des Río Vilca, verläuft entlang der nördlichen Distriktgrenze nach Osten. Der Río Aimaraes durchquert den Distrikt in östlicher, später in nordöstlicher Richtung und mündet schließlich im äußersten Nordosten in den Río Canipaco. Im Südosten befinden sich die Seen Laguna Coyllocha, Laguna Huichococha, Laguna Acchicocha, Laguna Ñahuincocha und Laguna Yurajcocha. Im westlichen Süden befindet sich ein mehr als 5200 m hohes Gebirgsmassiv mit dem Cerro Condoray.
Der Distrikt Chongos Alto grenzt im Westen an die Distrikte Tupe, Huantán und Laraos (alle drei in der Provinz Yauyos), im Nordwesten an den Distrikt Yanacancha (Provinz Chupaca), im Nordosten an die Distrikte Chicche, Huasicancha und Chacapampa sowie im Südosten und im Süden an die Distrikte Vilca und Acobambilla (beide in der Provinz Huancavelica).

## Ortschaften
Im Distrikt gibt es neben dem Hauptort folgende größere Ortschaften:
- Llamapsillon
- Palmayoc